# The Adventures of Moon Man & Slim Shady
The Adventures of Moon Man & Slim Shady (englisch für „Die Abenteuer von Moon Man & Slim Shady“) ist ein Lied der US-amerikanischen Rapper Kid Cudi und Eminem, das am 10. Juli 2020 als Single veröffentlicht wurde.

## Inhalt
| Liedteil   | Künstler |
| 1. Strophe | Kid Cudi |
| 2. Strophe | Eminem   |
| Outro      | Kid Cudi |

Der Titel The Adventures of Moon Man & Slim Shady bezieht sich auf Kid Cudis und Eminems Alter Egos Moon Man und Slim Shady. Ersterer rappt in seiner Strophe unter anderem, wie sich seine Lebenseinstellung geändert hat, seitdem er im Jahr 2016 wegen Depressionen und Suizidgedanken in Therapie war. Heute vergleicht er sich mit einem Superhelden, der durch die Nacht fliegt. Eminem bezieht sich in seiner Strophe hingegen, neben seinem Status als Rapstar, mehr auf aktuelle gesellschaftliche Ereignisse. So kritisiert er die Polizeigewalt im Todesfall George Floyd und richtet sich gegen alle Leute, die die COVID-19-Pandemie nicht ernst nehmen und es verweigern, einen Mund-Nasen-Schutz zu tragen.

“Half of us walking around like a zombie apocalypse

Other half are just pissed off and (yeah)

Don’t wanna wear a mask and they’re just scoffing

And that’s how you end up catching the shit off ’em

I just used the same basket as you shopping

Now I’m in a fuckin’ casket from you coughin’ (damn)”

## Produktion
Der Song wurde von den Musikproduzenten Dot da Genius und J Gramm zusammen mit Eminem produziert. Alle drei fungierten neben Kid Cudi und Luis Resto auch als Autoren.

## Lyrikvideo
Zu The Adventures of Moon Man & Slim Shady wurde am 9. Juli 2020 ein Lyrikvideo auf YouTube veröffentlicht, bei dem der Songtext abgespielt wird, während Kid Cudi und Eminem als Comic-Superhelden Moon Man und Slim Shady dargestellt werden. Das Video verzeichnet über 15 Millionen Aufrufe (Stand August 2020).

## Single

### Covergestaltung
Das Singlecover zeigt die gezeichneten Gesichter von Eminem und Kid Cudi, die den Betrachter mit ernstem Blick ansehen. Im oberen Teil des Covers befinden sich die Schriftzüge The Adventures Of in Lila und, deutlich größer, MoonMan&SlimShady in Hellbeige. Der Hintergrund ist größtenteils weiß gehalten, mit vereinzelten schwarzen Strichen.

### Chartplatzierungen
The Adventures of Moon Man & Slim Shady erreichte Platz 22 in den US-amerikanischen Singlecharts und hielt sich eine Woche in den Top 100. Im Vereinigten Königreich belegte der Song für eine Woche Rang 44. Dagegen konnte sich das Lied im deutschsprachigen Raum nicht in den Charts platzieren.
| ChartsChartplatzierungen       | Höchstplatzierung | Wochen |
| ------------------------------ | ----------------- | ------ |
| Vereinigtes Königreich (OCC)   | 44 (1 Wo.)        | 1      |
| Vereinigte Staaten (Billboard) | 22 (1 Wo.)        | 1      |